# General Dynamics F-111C
El General Dynamics F-111C (apodado Pig (Cerdo)) es una variante del avión interdictor y de ataque táctico F-111 Aardvark, desarrollado por General Dynamics para cubrir requerimientos australianos. El diseño estaba basado en el modelo F-111A, pero incluía alas más largas y tren de aterrizaje reforzado. El Gobierno Australiano ordenó 24 F-111C para equipar a la Real Fuerza Aérea Australiana (RAAF) en 1963, pero el avión no fue entregado hasta 1973 debido a problemas técnicos de larga duración. Durante 1979 y 1980, cuatro de estos aviones fueron convertidos a la variante de reconocimiento RF-111C. Australia compró cuatro F-111A ex USAF y fueron convertidos al estándar F-111C en 1982, para reemplazar F-111C destruidos en accidentes. Australia también operó 15 F-111G entre 1993 y 2007, principalmente en el entrenamiento de conversión. La RAAF retiró sus restantes F-111C en diciembre de 2010. En los círculos militares y de aviación australianos, el F-111 Aarvark era conocido afectuosamente como "Cerdo", debido a su largo hocico y a su capacidad de seguimiento del terreno.
Los F-111C dieron a la RAAF una potente capacidad de ataque, pero nunca fueron usados en combate. Los aviones pasaron por varios programas de modernización en los años 80 y 90, y la RAAF adquirió armas mejoradas para mantener su capacidad de penetración en espacio aéreo hostil. A pesar de esto, en los años 2000 los F-111C se estaban volviendo obsoletos y caros de mantener, conduciendo a la decisión de retirarlos en 2010, en vez de en 2020 como estaba planeado originalmente. Los F-111 fueron reemplazados por 24 Boeing F/A-18F Super Hornet a la espera del F-35 Lightning II.

## Desarrollo

### Antecedentes

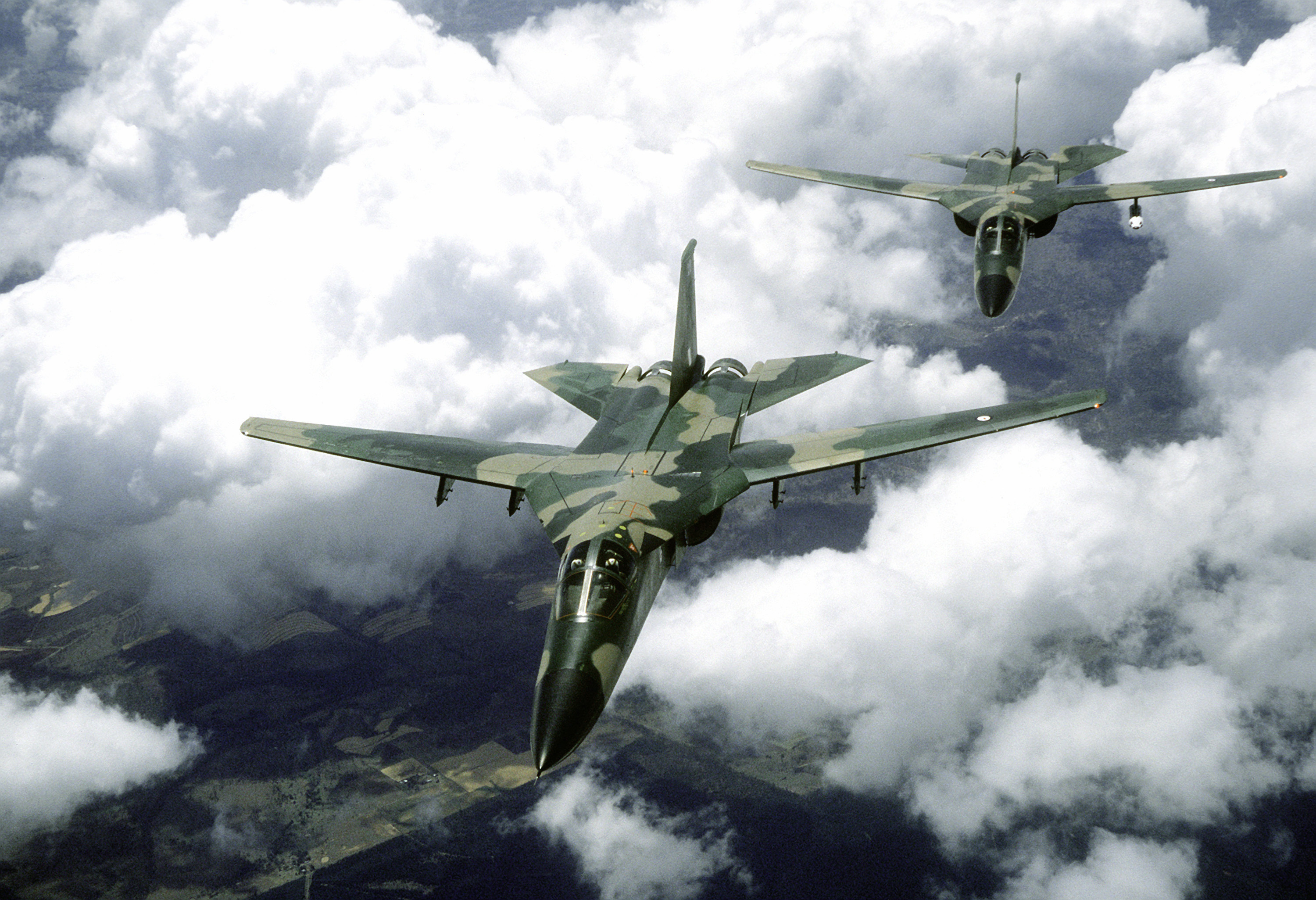
Dos F-111 de la RAAF durante el Exercise Kangaroo de 1981.

En junio de 1960, la Fuerza Aérea de los Estados Unidos emitió un requerimiento por un reemplazo para el F-105 Thunderchief. La Armada estadounidense comenzó un programa para desarrollar un nuevo caza de defensa aérea para usarlo en sus grandes portaaviones. El 14 de febrero de 1961, el recién nombrado Secretario de Defensa Robert McNamara ordenó formalmente que los servicios estudiaran el desarrollo de un único avión que satisficiera ambos requerimientos. Los requerimientos del Caza Táctico Experimental (Tactical Fighter Experimental (TFX)) estaban basados principalmente en las necesidades de la Fuerza Aérea. Se proporcionó una solicitud de propuestas (RFP) para el TFX a la industria en octubre de 1961. Tras cuatro rondas de propuestas, General Dynamics (GD) fue seleccionada por encima de Boeing; GD firmó el contrato del TFX en diciembre de 1962.
Las variantes F-111A de la Fuerza Aérea y F-111B de la Armada usaban los mismos componentes estructurales de la célula y motores turbofán TF30-P-1. Presentaban asientos lado a lado para la tripulación en una cápsula de escape, como requirió la Armada. Debido al conflicto entre la Fuerza Aérea y la Armada sobre qué requerimientos tenían preferencia, McNamara intervino en 1961, declarando que los deseos de la Fuerza Aérea invalidarían las sugerencias de la Armada. La variante F-111A voló primero el 21 de diciembre de 1964 desde Carswell AFB, Texas. Fue seguido por el F-111B, que voló por primera vez el 18 de mayo de 1965.
Como el desarrollo del F-111 continuó, surgieron problemas de pérdida en ciertas partes del régimen de vuelo; fueron solucionados modificando la entrada de aire en 1965-66, finalizando con los diseños "Triple Plow I" y "Triple Plow II". El F-111B fue cancelado por la Armada en 1968 debido a deficiencias en el peso y en las prestaciones. Los modelos mejorados F-111E, F-111D, F-111F fueron desarrollados posteriormente por la USAF. Las versiones de bombardeo estratégico FB-111A y guerra electrónica EF-111 también fueron desarrolladas posteriormente por la USAF. La producción finalizó en 1976, con un total de 563 F-111 construidos de todas las variantes, muy por debajo de la predicción de 1500 aparatos.

### Reemplazando al Canberra

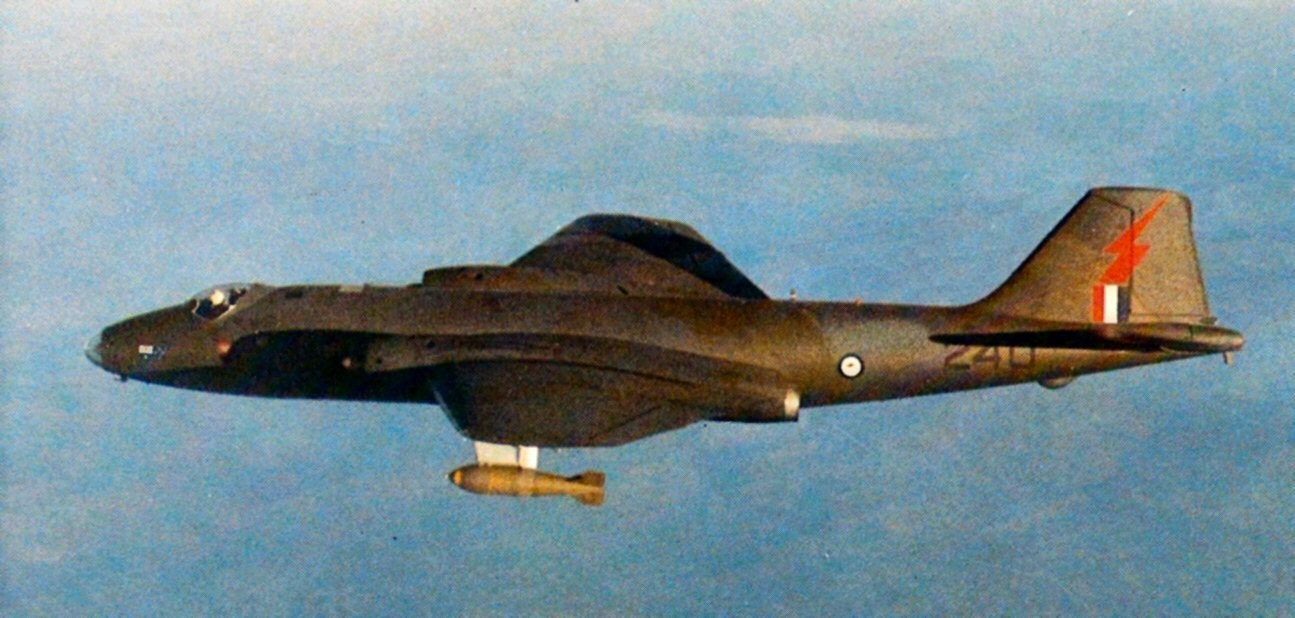
Canberra Mk.20 de la RAAF del No. 2 Squadron durante un ataque en la Phan Rang Air Base, Vietnam, marzo de 1970.

El gobierno de Menzies comentó públicamente por primera vez la necesidad de reemplazar el English Electric Canberra en 1954, solo un año después de que la RAAF comenzase a recibir el bombardero. El subsónico Canberra carecía de radar y contramedidas electrónicas, desventajas basadas en la guerra de Corea. La RAAF creía que necesitaba un nuevo bombardero estratégico para cubrir las obligaciones de la nación con la Reserva Estratégica de la Commonwealth en Malasia, el ANZUS y la SEATO. El Requisito 36 del Cuartel General Aéreo de aquel año ordenaba un avión de ataque todotiempo para 1959, capaz de lanzar una variedad de bombas y misiles. Un estudio recomendaba uno de los bombarderos V británicos, pero el ministro de Defensa Frederick Shedden del Primer Ministro Robert Menzies decidió en 1956 que un millón de libras por cada uno era demasiado caro.
El Mariscal del Aire Valston Hancock, Jefe del Estado Mayor Aéreo, declaró en abril de 1960 que Australia necesitaba un reemplazo para el Canberra. Aunque a mitad de 1962, el gobierno de Menzies decidió de nuevo no reemplazar el Canberra, las declaraciones cada vez más agresivas de Indonesia con respecto a Malasia causaron que Australia revaluara la decisión. The Sydney Morning Herald informó en octubre de 1962 que los bombarderos soviéticos Tupolev Tu-16 de la Fuerza Aérea de Indonesia podían alcanzar Sídney o cualquier otra ciudad australiana con una carga ligera de bombas, mientras que los Canberra no podían volar todotiempo y tenían un alcance de 1400 km, insuficiente para alcanzar Yakarta. El Partido Laborista en la oposición, liderado por Arthur Calwell, usó el informe para criticar a Menzies. El Gobierno negó que los Tu-16 pudieran alcanzar Sídney, pero el ministro del Aire Frederick Osborne admitió que los Canberra eran "el eslabón más débil de nuestro arsenal, actualmente". Sin embargo, declaró que los bombarderos extranjeros disponibles eran inadecuados para la RAAF. Los estadounidenses Boeing B-52 Stratofortress y Convair B-58 Hustler, por ejemplo, eran demasiado grandes para las pistas australianas existentes. Osborne declaró que aviones más adecuados, como el británico BAC TSR-2 y el estadounidense TFX (más tarde el F-111), estarían pronto disponibles.

### Estudio de Hancock
En mayo de 1963, Menzies anunció un aumento de 200 millones de libras australianas en el gasto de defensa en los siguientes cinco años, y propuso enviar un equipo liderado por Hancock a ultramar para evaluar reemplazos para el Canberra. Los primeros candidatos fueron el francés Dassault Mirage IV, el TSR-2, y los estadounidenses North American A-5 Vigilante, McDonnell Douglas F-4 Phantom II y el TFX. De junio a agosto, el equipo de Hancock visitó Francia, Gran Bretaña y los Estados Unidos para evaluar a los competidores, y determinó que el TFX sería el avión más adecuado para la tarea. El Mirage IV tenía alcance insuficiente y el precio de 108 millones de libras australianas era demasiado alto. Los F-4 y A-5 estaban disponibles inmediatamente, pero el más barato F-4 necesitaría reaprovisionamiento en vuelo para alcanzar Indonesia desde Australia. El TSR-2 se retrasaba y rebasaba el presupuesto, era el más caro con 122 millones de libras australianas por 24 aviones, y el apoyo del Gobierno Británico era incierto. Aunque el TFX también era controvertido en los Estados Unidos, sus prometidas prestaciones y coste por avión eran superiores a las del TSR-2. Sin embargo, como no se esperaba que el TFX estuviera disponible hasta 1970, Hancock recomendó comprar 36 aviones A-5 por 88 millones de libras australianas para contrarrestar la percibida amenaza inminente de Indonesia.
El gobierno de Menzies era reacio a elegir al A-5 o al F-4 como reemplazos interinos, que no podían ser desplegados hasta 1966 y que costarían de 120 a 180 millones de libras australianas. Esperar por el TSR-2 o el TFX en 1969 o 1970 parecía un gran riesgo, pero cuando consideró las recomendaciones de Hancock en septiembre de 1963, quería ser capaz de ofrecer una respuesta sustancial a las críticas del Partido Laborista a su estrategia de defensa. Los Gobiernos británico y estadounidense competían a favor de sus bombarderos nacionales no construidos, ya que creían que las ventas en exportación aumentarían el apoyo interno del avión. El gobierno de Menzies consideró que la promesa británica de desplegar un escuadrón de bombarderos V en Australia para una defensa interina hasta que el TSR-2 estuviera listo era inaceptable tanto por razones técnicas como políticas. Más allá de su coste, la Real Fuerza Aérea no había ordenado el TSR-2; el Jefe del Estado Mayor de la Defensa, Lord Louis Mountbatten, que se oponía al mismo, advirtió a los australianos de no comprar el avión, y la RAAF temía ser el único cliente.

### Decisión
El gobierno determinó que no necesitaba seguir adelante con un reemplazo inmediato para el Canberra y prefirió la elección original de Hancock del TFX como solución a largo plazo, originando el anuncio del gobierno de Menzies del 24 de octubre de ordenar 24 F-111 por 125 millones de dólares estadounidenses, suficientes para dos escuadrones. El anuncio se produjo durante la campaña de las elecciones generales de 1963. El Partido Laborista de Calwell había reiterado, el 22 de octubre, su promesa de precampaña de que reemplazaría los Canberra tan pronto como formase gobierno. El anuncio del gobierno, y la subsiguiente mejora de oportunidades contra los laboristas, también beneficiaba a los Estados Unidos; la compra ayudaba a reducir las críticas al TFX, y la administración Kennedy prefería las políticas de defensa de Menzies que las de la oposición. El contrato fue firmado el siguiente año a través del Departamento de Defensa estadounidense. La cancelación del TSR-2 por parte del gobierno británico en abril de 1965 mostró que la decisión de Australia de no ordenarlo era correcta.

### Compra, retrasos y cambio de nombre
Los Estados Unidos ofrecieron dos escuadrones de Boeing B-47 Stratojet en alquiler gratuito hasta la entrega de los F-111; Australia declinó la oferta en junio de 1964 (a pesar de que el avión había sido mostrado por el país justo antes de las elecciones de 1963 como un reemplazo interino del Canberra, probablemente otra señal de la preferencia estadounidense de Menzies), porque el B-47 no ofrecía mejoras significativas sobre el Canberra y, como los bombarderos V, requeriría pistas más largas.
Los inmensamente complejos y ambiciosos diseño y proceso constructivo del F-111 forzaron al gobierno australiano a adoptar rápidamente los sofisticados métodos de compra y gestión de proyectos estadounidenses. Aunque Australia planeó originalmente comprar el diseño estadounidense F-111A, los oficiales de enlace de la RAAF solicitaron cambios específicos locales como una radio de largo alcance, Aeronautical Research Laboratories de Melbourne participó en un rediseño de la toma de aire y proporcionó experiencia en la fatiga del metal, y un piloto de pruebas australiano evaluó las alas más largas y las prestaciones en condiciones tropicales de la versión australiana. Las diferencias respecto el F-111A provocaron que fuera designado F-111C en 1966.

### Entregas
El primer F-111C fue entregado oficialmente en 1968, dándole finalmente a Australia un avión que podía volar a Yakarta, lanzar bombas y volver sin repostar (la RAAF solo adquirió el reaprovisionamiento en vuelo para el F/A-18, posiblemente para evitar que se crearan dificultades con otros países asiáticos al aumentar el ya largo alcance del F-111). El entrenamiento comenzó en 1967, viendo por primera vez el personal de la RAAF el radar de seguimiento del terreno y otros sofisticados equipos. Sin embargo, retrasos en el desarrollo y problemas estructurales retrasaron la aceptación del avión por la RAAF hasta 1973. Estos problemas tenían que ver principalmente con los puntos de fijación alares, y el rediseño de las tomas de aire del F-111. La terminación de los requerimientos contractuales a la satisfacción de Australia también llevaron su tiempo, dañando la moral de cientos de tripulantes entrenados de la RAAF que poco podían hacer. Los costes del programa, durante 1963-67, crecieron a un ritmo alarmante; las estimaciones de la USAF al comienzo del programa se emplazaron en 124,5 millones de dólares estadounidenses, pero en abril de 1967 habían alcanzado los 237,75 millones. Aunque el precio inicial de 5,21 millones de dólares estadounidenses por avión fue limitado a 5,95 millones, no se limitaron la I+D, los trabajos y otros costes. El creciente precio, tres pérdidas inexplicables de F-111A de la USAF en Vietnam en su primer mes de despliegue, y las cancelaciones de las órdenes de británicos y Armada estadounidense, causaron más controversia en Australia en 1968. Sin embargo, en 1973, cuando el F-111A había acumulado 250 000 horas de vuelo, tenía el mejor récord de seguridad entre los aviones contemporáneos, lo que presagiaba el excelente récord propio del F-111C.
Se modificaron cuatro aviones a la configuración de reconocimiento RF-111C durante 1979-80, reteniendo su capacidad de ataque. El RF-111C llevaba un paquete de reconocimiento con cuatro cámaras y una unidad de escáner infrarrojo. Cuatro F-111A ex USAF fueron equipados al estándar F-111C y entregados a Australia como reemplazos de desgaste en 1982. Estos F-111C fueron equipados para llevar pods FLIR/láser Pave Tack a mitad de los años 80. Fueron sometidos a un extenso Programa de Mejora de Aviónica en 1998. Bajo este programa, el F-111C fue mejorado con aviónica digital. Incluía dos ordenadores de misión, un moderno bus de datos, sistema digital de gestión de armas, nuevo radar de seguimiento del terreno AN/APQ-171, nuevo radar de ataque AN/APQ-169, y giroscopio láser de dos aros del SNI.
A finales de 2001, se descubrieron problemas de fatiga en el ala de uno de los aviones de la flota de F-111C. Como resultado, en mayo de 2002 se tomó la decisión de reemplazar las alas con repuestos tomados de F-111F ex USAF almacenados en el 309.º Grupo de Mantenimiento y Regeneración Aeroespacial (AMARC). Las alas de menor envergadura fueron sometidas a una remodelación en Australia, que incluía extender la envergadura, haciéndolas iguales a las de los modelos F-111C y F-111G. Después del Programa de Mejora de Aviónica, los F-111 australianos recibieron un sistema de armas y varias otras mejoras.

## Diseño

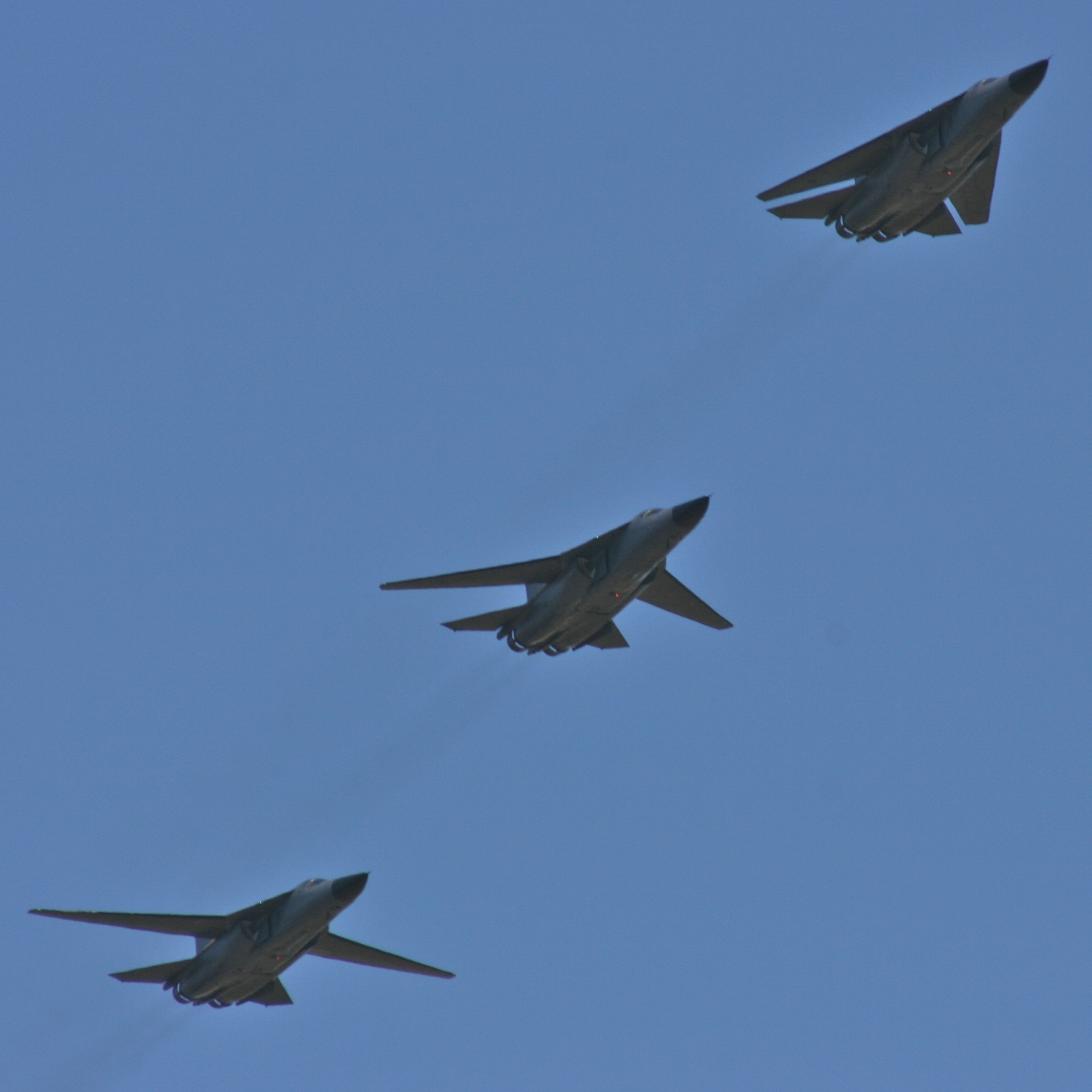
Tres F-111C con sus alas en diferentes posiciones.

El F-111 era un avión de ataque todotiempo capaz de realizar penetraciones en las defensas enemigas a baja cota para lanzar munición sobre el blanco. Presentaba alas de geometría variable, una bodega interna de armas y una cabina con asientos lado a lado. La cabina formaba parte de una cápsula de escape de la tripulación. El F-111 tenía una disposición del tren de aterrizaje de tres puntos con un tren delantero de dos ruedas y dos patas principales con una única rueda. La mayoría de las variantes del F-111 incluían un sistema de radar de seguimiento del terreno conectado al piloto automático. El avión estaba propulsado por dos motores turbofán con posquemador Pratt & Whitney TF30.
La bodega de armas interna del F-111 también podía llevar bombas, un cañón desmontable M61 de 20 mm, o depósitos auxiliares. El F-111C fue equipado para llevar el sistema de adquisición de blancos AN/AVQ-26 Pave Tack en un soporte rotativo que mantenía el pod protegido dentro de la bodega de armas cuando no se usaba. El Pave Tack es un FLIR y designador/telémetro láser que permite al F-111 designar blancos y lanzar bombas guiadas por láser sobre ellos. Los RF-111C llevan una serie de sensores y cámaras para usar en reconocimiento. Los F-111C también están equipados para lanzar el misil antibuque AGM-84 Harpoon y el misil de lanzamiento a distancia AGM-142 Popeye.

## Historia operacional

### Entrada en servicio

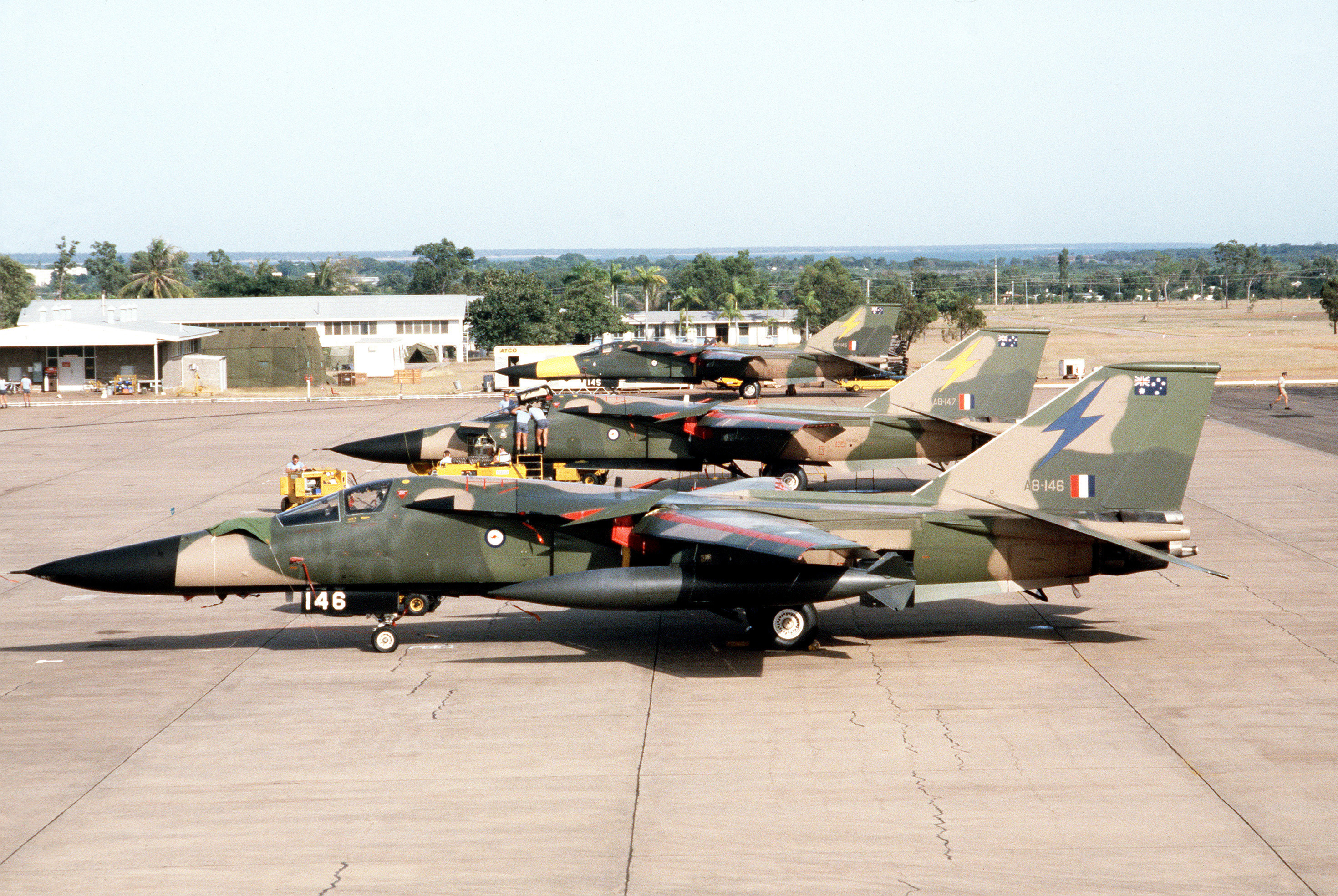
Vista lateral izquierda de tres F-111 de la RAAF aparcados en la línea de vuelo durante el ejercicio conjunto de Australia/Nueva Zelanda/Estados Unidos "Exercise Pitch Black '84".

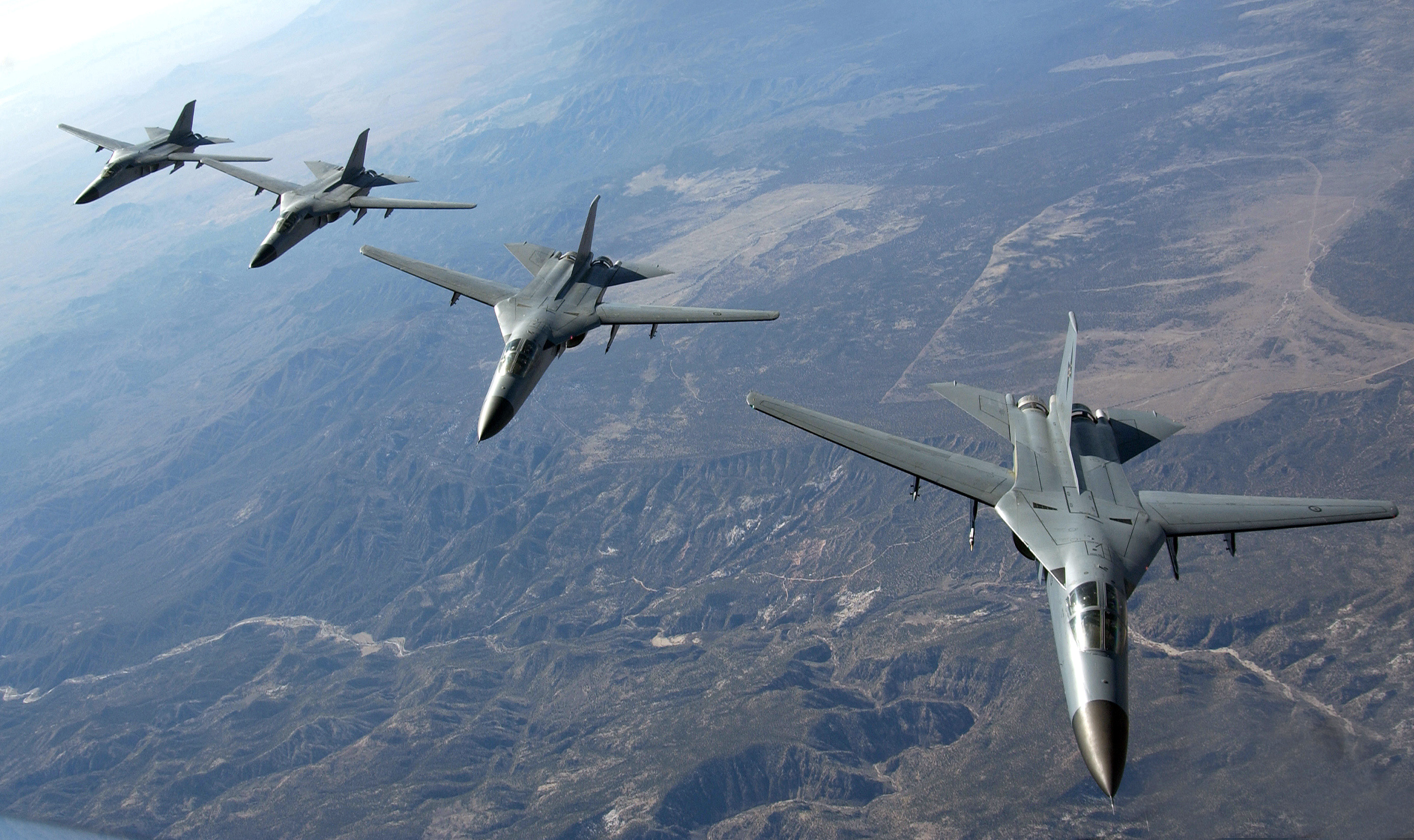
Cuatro F-111 australianos volando hacia la Nellis Air Force Base después de realizar un ejercicio de reabastecimiento en el Red Flag 2006.

El gobierno australiano ordenó 24 aviones F-111C para reemplazar a los English Electric Canberra de la RAAF en el papel de bombardeo y ataque táctico. Aunque el primer avión fue recibido oficialmente el 4 de septiembre de 1968, problemas estructurales retrasaron la entrada en servicio del F-111C. Se alquilaron 24 F-4 Phantom II de la USAF como medida interina. Los Phantom fueron entregados en septiembre y octubre de 1970 a la No. 82 Wing en la RAAF Base Amberley, Queensland. Durante su servicio de tres años en la RAAF, se perdió un F-4. En junio de 1973, los restantes 23 Phantom fueron devueltos a los Estados Unidos. Como el F-111, el F-4 era un avión biplaza, multimisión y supersónico. Mucho más sofisticado que el Canberra, capaz de realizar misiones aire-aire y de ataque aire-tierra; tenía navegación inercial, un cañón y radar. La experiencia con el F-4 contribuyó probablemente al éxito de  la RAAF con el F-111. La RAAF propuso mantener al F-4 y usarlo con el F-111, pero el gobierno decidió que el coste era demasiado elevado.
El F-111C entró en servicio con Australia después de que se resolvieran los problemas técnicos, y el primer F-111C fue aceptado en la Base de la Fuerza Aérea Nellis el 15 de marzo de 1973. El 31 de marzo, se formó la RAAF Washington Flying Unit en la Base de la Fuerza Aérea McClellan en California, con la misión de trasladar en vuelo los primeros 12 F-111C a Australia. Esta unidad estaba comandada por el Group Captain John Newham, que más tarde sirvió como Jefe del Estado Mayor Aéreo entre 1985 y 1988. Los primeros seis F-111C de la RAAF llegaron a Amberley el 1 de julio de 1973, y los tres siguientes grupos  de seis F-111 llegaron el 27 de julio, 28 de septiembre y 4 de diciembre. Los F-111C fueron destinados a los No. 1 Squadron y No. 6 Squadron, bajo el control de la No. 82 Wing. El No. 1 Squadron era el escuadrón de ataque de la RAAF, y mantenía una fuerza nominal de 12 F-111. El No. 6 Squadron sirvió como unidad de conversión operacional del F-111, aunque también operó los aviones RF-111 en ciertos momentos y podía realizar misiones de ataque si era necesario. Una vez en servicio con la RAAF, todo el mantenimiento del F-111 se acometió en Amberley. De 1973 a 2001, el No. 482 Squadron realizó el mantenimiento intermedio del avión, mientras que el mantenimiento pesado era responsabilidad del No. 3 Aircraft Depot. El No. 482 Squadron también operó el simulador de vuelo del F-111 de la RAAF. De 2001 en adelante, Boeing Australia realizó todo el mantenimiento del F-111, bajo contrato con el gobierno australiano.
Tras entrar en servicio, el F-111 probó ser altamente exitoso. Aunque nunca entró en combate, el F-111C era el avión de combate más rápido y con mayor radio de acción del Sudeste Asiático. El historiador de aviación Alan Stephens ha escrito que fueron "el sistema de armas preeminente en la región Asia-Pacífico" durante su servicio y proporcionó a Australia "una capacidad de ataque genuina e independiente". Stewart Wilson, en su libro Lincoln, Canberra and F-111 in Australian Service, describió el F-111C como "un éxito sin reservas..., proporcionando a Australia de una potente capacidad de ataque en un avión que, un cuarto de siglo después de su primer vuelo sigue siendo insuperable". El antiguo ministro de defensa indonesio Benny Murdani le contó a su homólogo Kim Beazley que cuando se enojaban con Australia en las reuniones del Gabinete indonesio, Murdani les dijo: "¿Se dan cuenta de que los australianos tienen un bombardero que puede lanzar una bomba a través de aquella ventana y ponerla en esta mesa frente a nosotros?".

### Guerra del Golfo y Timor Oriental
A finales de 1990 y principios de 1991, el Gobierno australiano consideró desplegar los F-111C para aumentar la contribución australiana a la Guerra del Golfo de 1991, que comprendía principalmente un grupo de tarea de la Armada Real Australiana. El Departamento de Defensa del Departamento de Asuntos Exteriores y Comercio (DFAT) prefería la opción, si el gobierno decidía aumentar el compromiso de Australia, de desplegar al menos dos RF-111, aunque estos aviones necesitarían tener mejorado su equipamiento de guerra electrónica para operar en esta zona de guerra. Debido al pequeño tamaño de la fuerza de RF-111, la pérdida de cualquiera de estos aviones en combate habría infligido un fuerte golpe a la capacidad de reconocimiento de Australia. La segunda preferencia aconsejada al gobierno era desplegar un escuadrón de cuatro a ocho F-111C, aunque Defensa no la secundaba. Al final, el gobierno decidió no aumentar la fuerza australiana. Como resultado, la contribución a la guerra de los F-111C se limitó a realizar intensos ejercicios con los buques navales que surcaran aguas australianas en ruta al Golfo Pérsico.
La intervención INTERFET liderada por Australia en Timor Oriental en septiembre de 1999 marcó lo más cercano a entrar en combate de los F-111 australianos. Aviones F-111 de los No. 1 y No. 6 Squadron fueron desplegados a la RAAF Base Tindal, Territorio del Norte, el 28 de agosto, para apoyar a las fuerzas internacionales, y permanecieron allí hasta el 17 de diciembre de 1999.  Fue un esfuerzo máximo para la No. 82 Wing, y hasta 10 F-111C estuvieron disponibles en Tindal; el compromiso del No. 1 Squadron alcanzó un máximo de seis aviones y alrededor de 100 integrantes. El No. 75 Squadron también mantuvo 12 F/A-18 en su base de Tindal para apoyar a INTERFET si fuera necesario. Desde el 20 de septiembre, cuando la INTERFET comenzó a llegar a Timor Oriental, los F-111 se mantuvieron en un nivel alto de disponibilidad para realizar vuelos de reconocimiento o ataques aéreos si la situación se deterioraba. Para esta última misión, se mantenían disponibles en todo momento dos F-111 armados con bombas rellenas de hormigón equipadas con kits de guiado de precisión. Sin embargo, INTERFET no encontró una resistencia significativa, y las operaciones de los F-111 se limitaron a misiones de reconocimiento realizadas por RF-111C desde el 5 de noviembre. Cada una de estas salidas se realizó después de que el Gobierno indonesio lo aprobara, y normalmente se centraban en puentes e instalaciones de comunicaciones. El último vuelo de RF-111C sobre Timor Oriental tuvo lugar el 9 de diciembre. Los juegos de guerra lograrían que los F-111 tuvieran un éxito completo si fuera necesario un ataque contra el cuartel general indonesio, cerca de la capital.

### Otras misiones y controversias

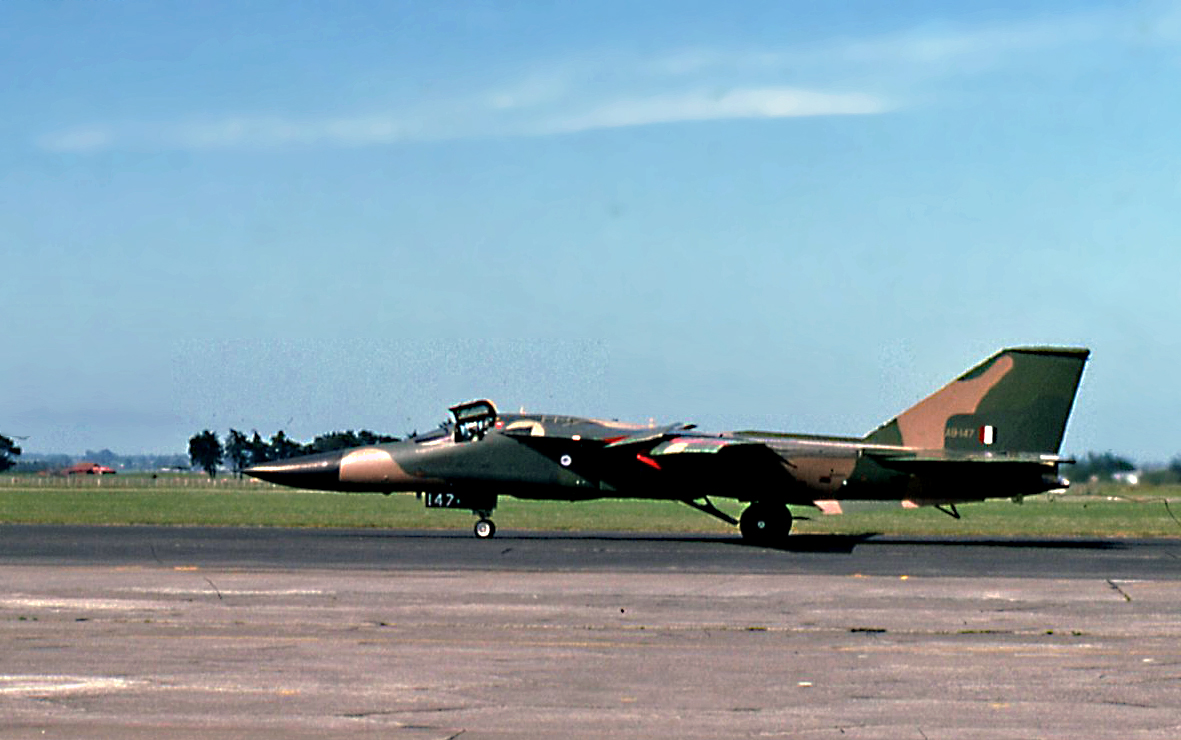
Un F-111 de la RAAF en Ohakea, Nueva Zelanda, en 1975.

La flota de F-111 de la Real Fuerza Aérea Australiana fue a veces controvertida. El largo retraso de la entrega del avión fue un problema político significativo a finales de los años 60 y principios de los 70. Esto ocurría casi al mismo tiempo que los inmensos retrasos y sobrecostes de la Ópera de Sídney estaban en las portadas, incitando a algunos comentaristas a llamar "Flying Opera House" (Ópera Volante) al F-111. En 1983, el gobierno de Hawke encargó que un RF-111 tomara fotos de vigilancia del proyecto de la presa Franklin en Tasmania. El uso de un avión de la RAAF para "espiar" su propio territorio provocó que el ministro responsable, el senador Gareth Evans, se ganara el apodo "Biggles" (por el famoso piloto de varios libros del Capitán W. E. Johns). Otro aspecto del F-111 que generó críticas fueron las pobres condiciones de trabajo de las tripulaciones de tierra de los F-111 encargadas del sellado y  apertura de los depósitos de combustible del avión, que acabaron en una demanda colectiva y en el pago del gobierno de más de 20 millones de dólares australianos en daños. Los problemas de salud por exposición química incluían daño cerebral permanente a una cantidad de tripulaciones de tierra, antes de que se mejoraran las condiciones.
Cierta cantidad de aviones ex USAF fue entregada a Australia como reemplazos de desgaste y para aumentar la flota. Cuatro aviones modificados al estándar F-111C fueron entregados en 1982. El gobierno compró 15 F-111G para complementar a sus F-111C en 1992 y que fueron entregados en 1994. Se reservaron F-111 adicionales ex USAF como fuentes de piezas de repuesto.
Siete de los 28 F-111C y uno de los 15 F-111G resultaron destruidos en accidentes durante su servicio con la RAAF. Estos accidentes costaron la vida a 10 tripulantes. Los accidentes ocurrieron de 1977 a 1999.
A mitad de 2006, un F-111 de la RAAF fue elegido para echar a pique el buque norcoreano Pong Su, que había estado envuelto en una de las mayores aprehensiones de droga de Australia de la historia. El barco había estado fondeado en Snails Bay, en la costa de Birchgrove, mientras el gobierno consideraba su destino, y se decidió en marzo de aquel año que sería echado a pique mediante un ataque aéreo. El Pong Su fue hundido el 23 de marzo mediante dos bombas guiadas por láser GBU-10 Paveway II.

### Retiro

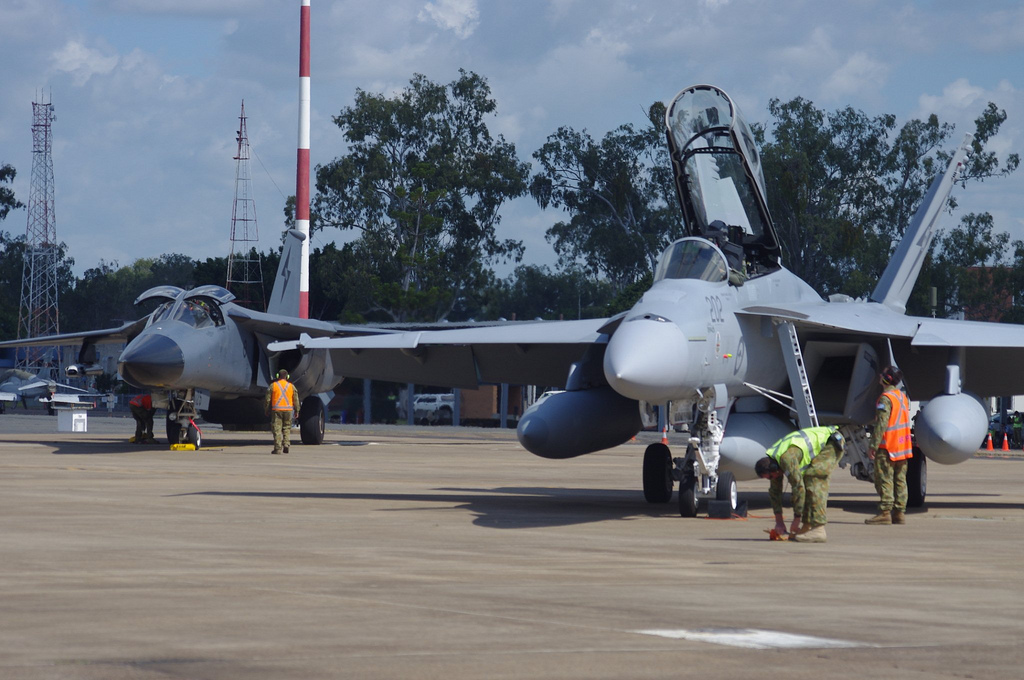
Un F-111C (a la izquierda) con uno de los dos primeros F/A-18F de la RAAF.

En 2007, Australia decidió retirar todos sus F-111 de la RAAF. La reducción de la flota de F-111 de la RAAF comenzó con la retirada de los modelos F-111G operados por el No. 6 Squadron a finales de 2007. Una de las razones dadas para la retirada del F-111 fue que requerían una media de 180 horas de mantenimiento por cada hora de vuelo. En marzo de 2008, tras una evaluación, el nuevo gobierno laborista confirmó la compra de 24 F/A-18F Super Hornet como medida "interina" hasta la entrega de los F-35; en 2010, el gobierno firmó el contrato de adquisición. La última conversión de tripulación de F-111 de la RAAF tuvo lugar en 2009, con la cualificación de cuatro pilotos y dos Oficiales de Combate Aéreo (ACO). La RAAF retiró sus últimos F-111 el 3 de diciembre de 2010, tras el vuelo final realizado por un avión del No. 6 Squadron sobre la zona sur de Queensland.
Australia es actualmente socio de desarrollo del caza furtivo Lockheed Martin F-35 Lightning II, del que planea adquirir hasta 100 ejemplares para reemplazar a los F-111, así como a los F/A-18 Hornet.
Entre el 21 y el 24 de noviembre de 2011, 23 de los F-111C y F-111G de la RAAF, que no habían sido seleccionados para su preservación, fueron enterrados en el vertedero de Swanbank, a las afueras de Ipswich, Queensland. La RAAF había considerado desguazar estos aviones, pero concluyó que sería más barato enterrarlos. Los restantes F-111 ex RAAF serían puestos en exhibición.

## Variantes

### F-111C
El F-111C fue la versión de exportación para Australia, combinando el diseño del F-111A con las más largas alas del F-111B y el tren de aterrizaje reforzado del FB-111A.

### RF-111C

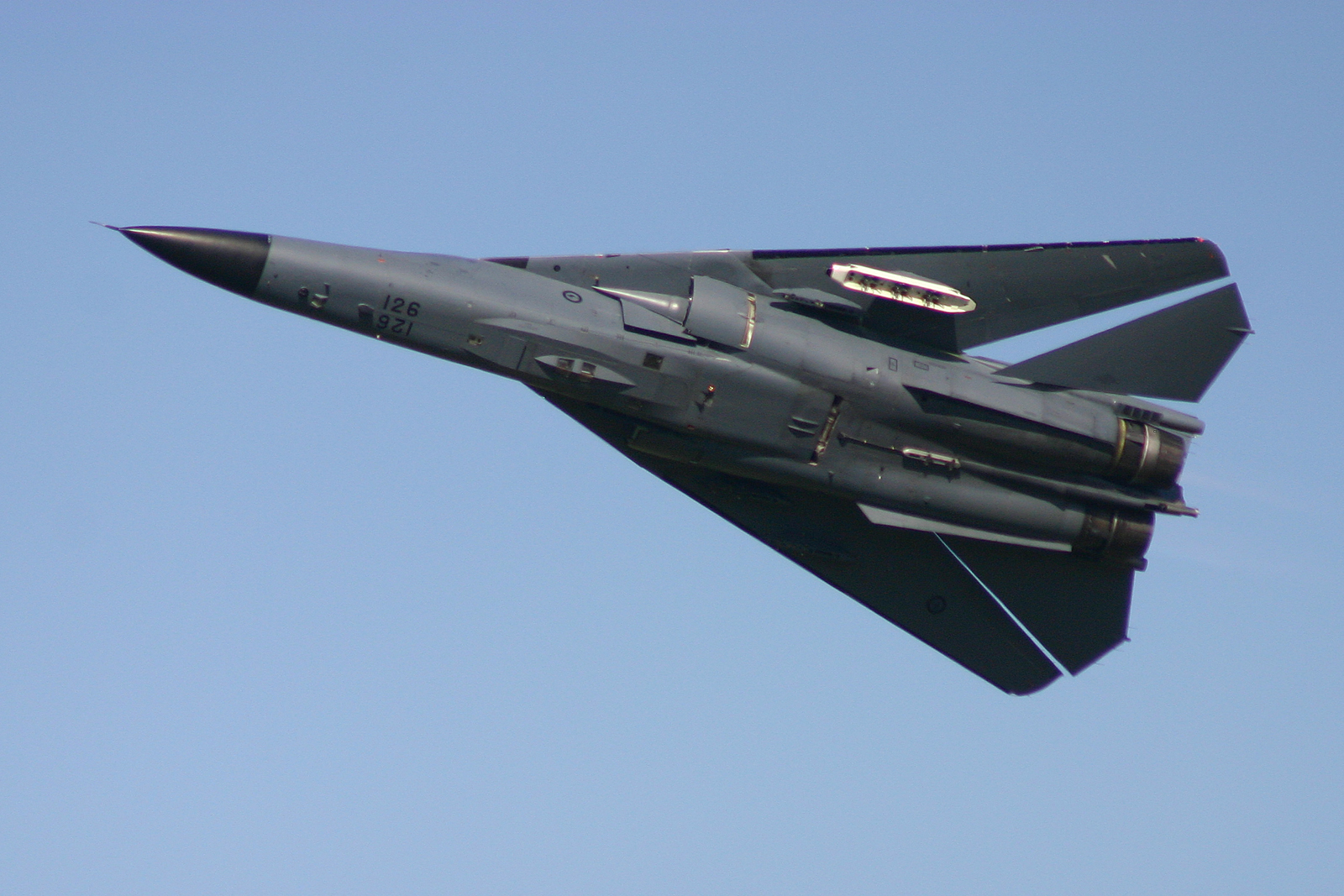
Vista de la panza de un RF-111C con sus cuatro aperturas de las cámaras en la plataforma de reconocimiento, 2008.

Cuatro aviones F-111C fueron modificados a la configuración de reconocimiento RF-111C. Estos aviones cubrían el requerimiento de la RAAF de un avión que rehabilitara su capacidad de reconocimiento fotográfico. Aunque la orden original de F-111 especificaba que 18 aviones serían de ataque y 6 de reconocimiento, más tarde la RAAF estuvo de acuerdo en aceptar los 24 aviones de ataque y luego reequipar seis con plataformas de reconocimiento. En 1971, la USAF abandonó sus planes para equipar sus F-111 como aviones de reconocimiento, pero vendió el diseño de la plataforma de reconocimiento a Australia por 3 millones de dólares. En ese momento, la RAAF decidió instalar la plataforma en cuatro aviones, en lugar de en seis. La plataforma de reconocimiento contiene cuatro cámaras y una unidad de escáner infrarrojo, y está instalada en la bodega de armas del F-111. Los RF-111C retuvieron su capacidad de ataque.
El primer F-111C (A8-126) seleccionado para la conversión a la variante RF-111C fue modificado en la planta de General Dynamics en Fort Worth, Texas, entre octubre de 1978 y abril de 1979. Tras cuatro meses de vuelos de pruebas, el avión volvió a Australia en agosto de 1979, donde realizó más pruebas de clima tropical en Darwin. Los otros tres aviones fueron modificados por el No. 3 Aircraft Depot de la RAAF en la RAAF Base Amberley en 1980, usando kits comprados a General Dynamics. La variante RF-111C demostró ser altamente exitosa, y está considerado como uno de los mejores aviones de reconocimiento táctico del mundo. Tres de los cuatro RF-111C permanecieron en servicio con la RAAF hasta 2010. El otro avión fue retirado en 2006 tras sufrir daños al aterrizar sobre su panza, después de que una de sus ruedas principales se separase durante el despegue; aunque el avión era reparable, se juzgó que no era rentable debido a la inminente retirada de la flota de F-111. La RAAF no tiene un avión con las capacidades de inteligencia, vigilancia y reconocimiento del RF-111C desde que fueron retirados.

## Operadores
Australia
- Real Fuerza Aérea Australiana
  - No. 82 Wing: RAAF Base Amberley.

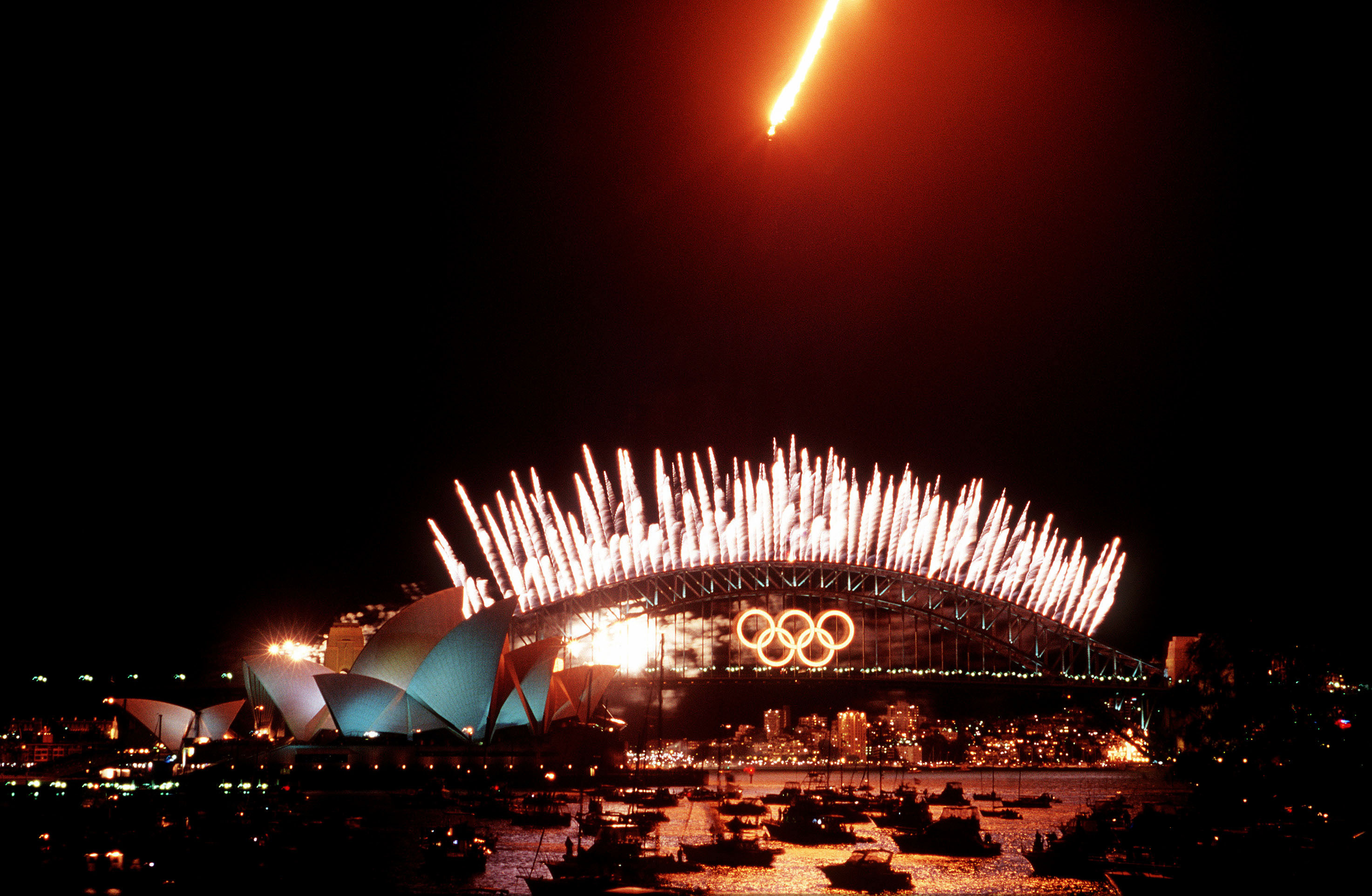
Un F-111 australiano sobrevuela el Puente de la bahía de Sídney ejecutando la "descarga y quema" para marcar la finalización de los Juegos Olímpicos de Sídney 2000.

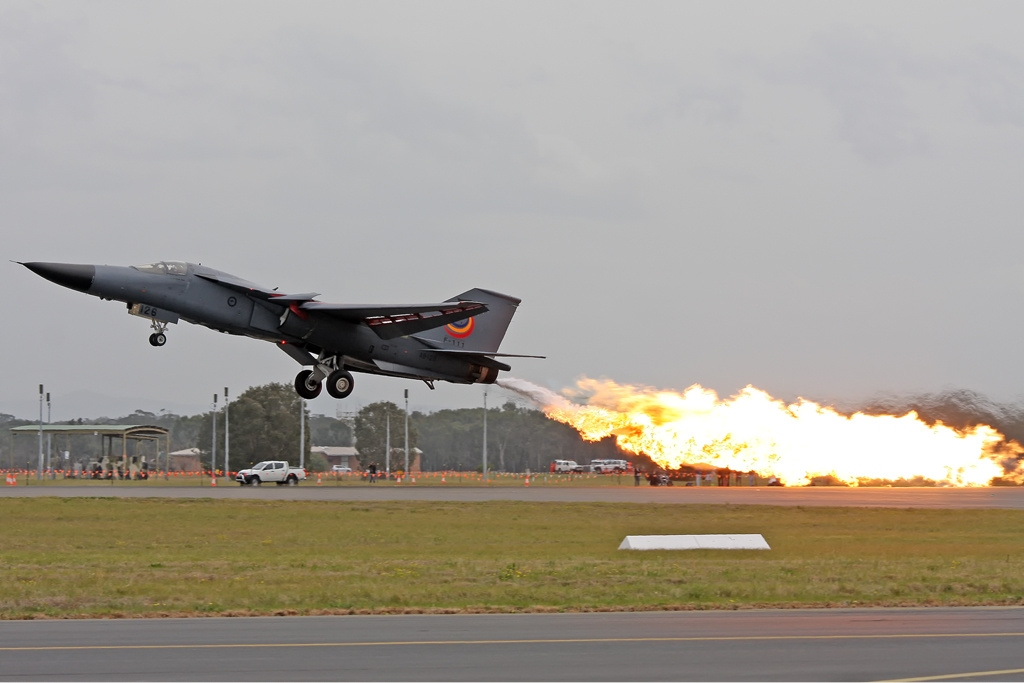
Un F-111C de la RAAF realizando la "descarga y quema", un procedimiento donde el combustible es encendido intencionadamente usando el posquemador del avión.

    - No. 1 Squadron: F-111C (1973–2009).
    - No. 6 Squadron: F-111C (1973–2010), F-111G (1993–2007).

  - Aircraft Research and Development Unit RAAF (durante las pruebas)[93]

## Aviones en exhibición

### Australia
F-111C
- A8-109: Historical Aircraft Restoration Society, Albion Park.[94]
- A8-113: Aviation Historical Society of the Northern Territory, Darwin.[95]
- A8-125: RAAF Museum, Point Cook, Victoria (almacenado).[96]
- A8-126: RAAF Amberley Aviation Heritage Centre, Qld.[97]
- A8-129: Queensland Air Museum, Caloundra.[98]
- A8-131: Moorabbin Air Museum, Victoria (solo módulo de la cabina).[99]
- A8-132: ARDU, RAAF Edinburgh, SA.[100]
- A8-134: South Australian Aviation Museum, Port Adelaide, SA.[101]
- A8-135: Caboolture Warplane Museum, Qld (cockpit module only)[96]
- A8-136: RAAF Amberley Aviation Heritage Centre, Qld (solo módulo de la cabina).
- A8-138: RAAF Amberley, Qld (guardián de puerta).[100]
- A8-140: Royal Australian Air Force Association Museum, Bull Creek, WA (solo módulo de la cabina).[96]
- A8-141: RAAF Amberley Aviation Heritage Centre, Qld (solo módulo de la cabina).[96]
- A8-142: RAAF Wagga Wagga, NSW (guardián de puerta).[96]
- A8-147: Evans Head Memorial Aerodrome Heritage Aviation Association, NSW).[102]
- A8-148: Fighter World, Williamtown, NSW.[103]

### Estados Unidos
F-111C
- A8-130: Pacific Aviation Museum, Ford Island-Pearl Harbor, Hawái.[104]

## Especificaciones (F-111C)
Referencia datos: Wilson and Pittaway

### Características generales
- Tripulación: Dos (piloto y operador de sistema de armas)
- Longitud: 22,4 m
- Envergadura: 

  - Con alas extendidas: 21,33 m
  - Con alas en flecha: 10,35 m
- Altura: 5,22 m
- Superficie alar: 

  - Con alas extendidas: 61,07 m²
  - Con alas en flecha: 48,77 m²
- Perfil alar: NACA 64–210.68 raíz, NACA 64–209.80 punta
- Peso vacío: 21 400 kg
- Peso cargado: 40 550 kg
- Peso máximo al despegue: 49 896 kg
- Planta motriz: 2× turbofán Pratt & Whitney TF30-P-100.
  - Empuje normal: 79,6 kN (17 900 lbf) de empuje cada uno.
  - Empuje con postquemador: 112 kN (25 100 lbf) de empuje cada uno.
- Coeficiente de resistencia con sustentación neutra: 0,0186
- Alargamiento alar: alas extendidas: 7,56, alas en flecha: 1,95

### Rendimiento
- Velocidad máxima operativa (Vno): 2655 km/h (Mach 2,5)
- Alcance: 2140 km
- Alcance en ferry: 6760 km
- Techo de vuelo: 20 100 m (66 000 pies)
- Régimen de ascenso: 131,5 m/s (25 890 pies/min)
- Carga alar: 

  - Con alas extendidas: 615,2 kg/m² (126,0 lb/ft²)
  - Con alas en flecha: 771 kg/m² (158 lb/ft²)
- Empuje/peso: 0,61
- Eficiencia aerodinámica: 15,8

### Desarrollos relacionados
- General Dynamics–Grumman F-111B
- General Dynamics/Grumman EF-111A Raven
- General Dynamics F-111K

### Aeronaves similares
- BAC TSR-2
- Sukhoi Su-24
- // Panavia Tornado

### Secuencias de designación
- Secuencia F-_ (Cazas (Fighter) de la USAF (1948-62)): ← XF-108 - XF-109 - F-110 - F-111/B